# Корчинский, Евгений Николаевич
Евгений Николаевич Корчинский (17 июля 1904 — 3 июля 1965) — советский музыковед и музыкальный педагог. Кандидат искусствоведения (1962).

## Биография
Родился 17 июля 1904 года на станции Шилка Забайкальской железной дороги.
В 1924—1928 годах брал уроки теории музыки Н. А. Александрова и А. Н. Александрова. В 1929—1934 и 1937—1939 годах преподавал в Томском музыкальном техникуме, в 1934—1937 годах был музыкальным руководителем Новосибирского радиокомитета.
В 1939—1941 годах занимался в Ленинградском музыкальном педагогическом институте и преподавал в Музыкальном училище при Ленинградской консерватории. После начала Великой Отечественной войны был в эвакуации в Томске, где вновь стал преподавателем теоретических предметов и истории музыки в Томском музыкальном техникуме. Одним из его учеников был композитор Эдисон Денисов. В 1954 году стал основателем и первым заведующим отделения теории музыки.
В 1960 году переехал в Свердловск и стал преподавателем Уральской консерватории (с 1964 года — доцент).
В 1962 году защитил кандидатскую диссертацию «К вопросу о теории канонической имитации». В своих работах по музыковедению Корчинский распространил теорию С. И. Танеева на различные канонические формы.
Умер 3 июля 1965 года в Свердловске. Похоронен на Сибирском кладбище Екатеринбурга.

### Семья
Был женат, дочь Клара (02.05.1936 — 26.04.2019), заслуженная артистка РФ, профессор, заведующая кафедрой камерного ансамбля и концертмейстерской подготовки Уральской консерватории.